# Hans Perschon

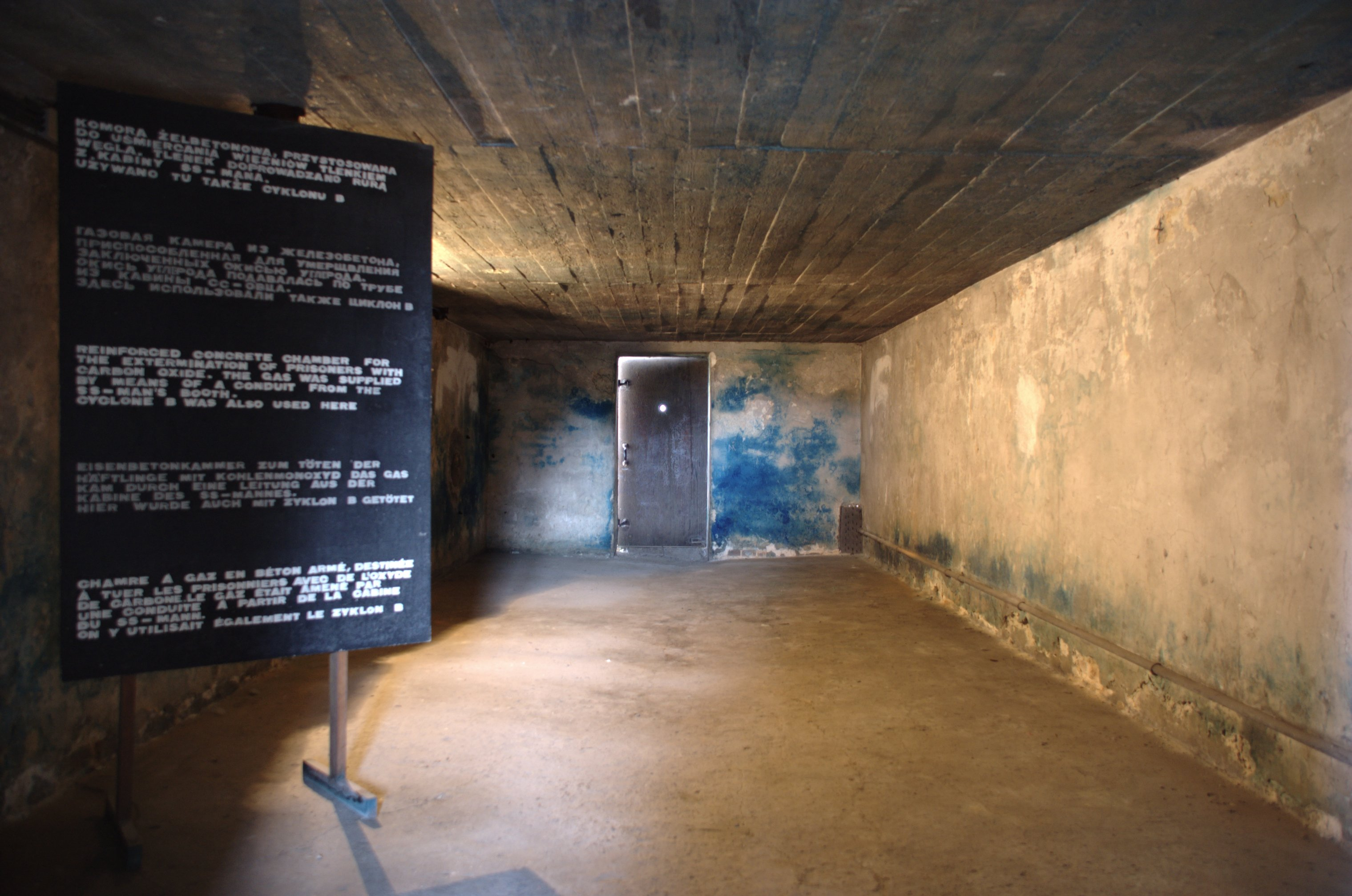
Gaskammer Lublin - Majdanek

Hans Perschon (* 24. November 1914 in Berlin; † im 20. Jahrhundert) war ein deutscher SS-Oberscharführer und SS-Sanitätsdienstgrad (SDG), der direkt und indirekt an zahlreichen Morden beteiligt und zeitweilig für den laufenden Betrieb der spätestens im Oktober 1942 fertiggestellten  Gaskammern im Konzentrations- und Vernichtungslager Lublin-Majdanek zuständig war.

## Leben
Hans Perschon trat zum 8. Januar 1936 der SS bei (SS-Nummer 280.689). Er gehörte im KZ Buchenwald zu den Angehörigen der bis Frühjahr 1942 andauernden ersten Phase des Kommandos 99, das unter Verwendung einer im ehemaligen Pferdestall des Konzentrationslagers installierten Genickschussanlage hauptsächlich sowjetische Kriegsgefangene systematisch tötete. Hans Perschon wechselte dem Netzwerk von Karl Otto Koch zugehörig im Jahr 1942 mit den Blockführern Walter Merkel, Erich Seffner, Hermann Stroink, Herbert Abraham, Josef Kaps, Ernst Kostial, Herbert Möckel und Fritz Schichtholz, dem Leiter der Häftlingsschneiderei Richard Henschel und dem Koch Leo Sigl in das damalige „Kriegsgefangenenlager der Waffen-SS Lublin“ und spätere (ab Februar 1943) „Konzentrationslager Lublin“  nach Lublin im deutsch besetzten Polen (Generalgouvernement).

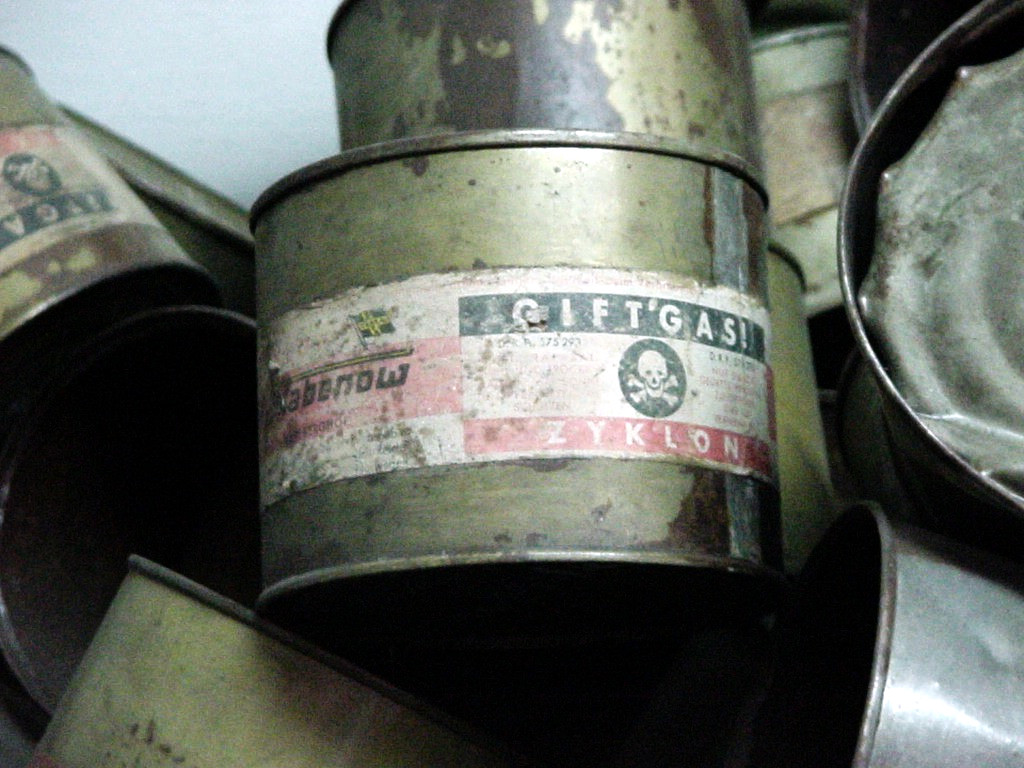
Blechdose der Firma Tesch & Stabenow mit Zyklon B

Als Sachverständiger für Entwesung war Hans Perschon im Umgang mit dem Biozid Zyklon B zur Seuchenbekämpfung sowie auch in der Anwendung zur massenhaften Tötung von Menschen geschult und in der Zeit von 1942 bis etwa August 1943 im KZ Majdanek unter den Lagerkommandanten Karl Otto Koch, Max Koegel und Hermann Florstedt zuständig für Entwesungen sowie aber auch für den laufenden Betrieb der Gaskammern.
Das hierfür erforderliche Zyklon B (bzw. Zyklon CN) sowie weiteres Material und Ausrüstungsgegenstände (Gasmasken, ein Gasrestnachweisgerät für Zyklon usw.) holte er teils persönlich bei der Hamburger Firma Tesch & Stabenow sowie auch in Dessau bei der Dessauer Zuckerraffinerie (360 kg Zyklon im Juli 1942) ab. Er war unmittelbar in den Massenmord involviert (zeitweise wurde auch Kohlenstoffmonoxid aus Stahlflaschen in die Gaskammern eingeleitet) und arbeitet bei den Morden etwa bis Juni 1943 mit dem offiziell für die Gaskammern zuständigen SS-Oberscharführer und SDG Anton Endres und bis August 1943 mit dem Leiter des Krematoriums SS-Oberscharführer Erich Mußfeldt zusammen.
Bei den im Rahmen der Buchenwalder Korruptionsaffäre durch den SS-Richter Konrad Morgen im Umfeld und Netzwerk von SS-Standartenführer Koch durchgeführten Ermittlungen zur Aufdeckung der persönlichen Bereicherung von SS-Angehörigen durch Unterschlagungen fand Morgen unter Mithilfe der Ermittlungsorgane (u. a. Bernhard Wehner) bei Durchsuchungen der Unterkünfte von Kochs ehemaligen Mitarbeitern hohe Geldbeträge, sowie auch Schmuck und Klumpen aus dem Zahngold ermordeter Häftlinge. Zudem wurden weitere Morde und Mordversuche an Häftlingen aufgedeckt, die aufgrund deren Mitwisserschaft beziehungsweise Aussagebereitschaft erfolgten.
Hans Perschon wurde im Jahr 1944 wegen schweren militärischen Diebstahls, Devisenvergehen und Unterschlagung, Körperverletzung, Totschlag und Mord durch das unter der Jurisdiktion von Josias zu Waldeck und Pyrmont stehende „SS- und Polizeigericht XXII“ in Kassel (Chefrichter Obersturmbannführer Werner Paulmann) angeklagt. Danach  verliert sich die Spur von Hans Perschon.